# Chamyna modesta
Chamyna modesta är en fjärilsart som beskrevs av William Schaus 1912. Chamyna modesta ingår i släktet Chamyna och familjen nattflyn. Inga underarter finns listade i Catalogue of Life.